# Rolli - en tysker fra DDR
|  | Denne artikel er oprettet af botten Steenthbot ud fra en ekstern database. Den kan derfor have sproglige fejl eller mangler. Denne skabelon kan fjernes efter kontrol af indholdet. |

Rolli - en tysker fra DDR er en dansk dokumentarfilm fra 1993 instrueret af Rikke Rørbech.

## Handling
Rolan Samow er 40 år gammel. Han har i 22 år arbejdet som landarbejder i det tidligere DDR. Efter murens fald køber han gården, men må stoppe driften efter 2 år. Han arbejder nu som kulfyrbøder i Schwerin. Mens han arbejder tænker han tilbage til tiden...